# GOLDEN☆BEST リンドバーグ EARLY FLIGHT
『GOLDEN☆BEST リンドバーグ EARLY FLIGHT』（ゴールデン☆ベスト リンドバーグ アーリー・フライト）は、LINDBERGの2枚組ベスト・アルバム。2004年11月25日発売。発売元は徳間ジャパンコミュニケーションズ。

## 解説
各レコード会社から発売されているゴールデン☆ベストシリーズの中の1枚としてリリースされた。
『LINDBERG I』（1989年4月25日）から『LINDBERG IV』（1991年4月19日）まで、4枚のスタジオ・アルバムから選曲された、活動初期のベスト・アルバム。
Disc 1は、シングルA面とカップリング曲（ライヴ音源は除く。#1～14まで）、および『LINDBERG IV』収録曲とライブでの人気曲を追加したセレクション。
Disc 2は、『LINDBERG I』、『LINDBERG II』（1989年11月25日）、『LINDBERG III』（1990年4月21日）からのセレクション。
解散後に多数発売されたベスト・アルバムでは、新録音ベスト・アルバム『FLIGHT RECORDER 1989-1992 -little wing-』（1992年11月21日）収録の音源が使用されることが多いが、本盤はすべてオリジナル・バージョンが収録されている。

## 収録曲

### Disc 1
1. ROUTE 246
2. BLUE AFTER BLUE
3. 今すぐKiss Me　
  - フジテレビ系の月曜9時枠ドラマ『世界で一番君が好き!』主題歌。
  - オリコンヒットチャートで1位を獲得。また、1990年のオリコン年間ヒットチャート3位を記録した。
4. STEP IN NOW
5. JUMP　
  - 『LINDBERG II』からのシングルカット。
  - 国際スポーツフェア'90春 イメージソングとして使用された。
6. Get The Emotion
7. Dream On 抱きしめて　
  - 3ヶ月連続シングルリリース第1弾（1990年9月26日）。
  - アルペン・コマーシャルソング。
8. ROUGH DIAMOND　
  - 3ヶ月連続シングルリリース第2弾（1990年10月24日）。
  - あまりライブで披露されることがなかった楽曲。
  - エースコック・コマーシャルソング。
9. OH! ANGEL　
  - 3ヶ月連続シングルリリース第3弾（1990年11月21日）。
  - EPSON・コマーシャルソング。
  - 本曲をフジテレビ系『夢で逢えたら』で披露する際、歌い出しで何度もNGを出した。その映像は『FNS番組対抗NG大賞』で放送された。
10. NOBODY KNOWS
11. GLORY DAYS
12. SUNSET BLUE　
  - 解散直前に発売したシングル「Teenage Blue」（2002年6月26日）は、この曲の続編。しかし、チケットが一般発売されたラスト・コンサートツアー「FINAL FLIGHT」では披露されなかった。
13. BELIEVE IN LOVE　
  - 『LINDBERG IV』からのシングルカット。
  - 上記バラエティ『夢で逢えたら』オープニングテーマ。オープニング映像では、LINDBERGも出演した。
14. HAPPY BIRTHDAY
15. LOOKING FOR A RAINBOW
16. LUCKY GIRL
17. 10セントの小宇宙（ゆめ）
18. MINE　
  - 再結成以前、ライブハウスで行われた本当のラスト・ステージで "LINDBERG" として歌われたラスト・ナンバー。

### Disc 2
1. LITTLE WING ‐Spirit of LINDBERG‐　
  - 共同石油・コマーシャルソング。
  - サブタイトルどおり、LINDBERGのテーマソングと言える楽曲。
2. RUSH LIFE
3. TOUCH DOWN
4. VOICE OF ANGEL
5. YOU BELONG TO ME
6. SILVER MOON
7. 忘れないで
8. RAINY DAY
9. 25時のSTRANGER
10. SHALL WE DANCE?
11. CRAZY DIAMOND
12. TAKE ME HIGH
13. Eazy Go Eazy Love
14. E.F. Funny Face
15. Heart Voice
16. My Little Nancy
17. TRUE
18. Big Town

## メンバー
- 渡瀬マキ on Vocal
- 平川達也 on Guitar
- 川添智久 on Bass
- 小柳"cherry"昌法 on Drums